# 213 (číslo)
Dvě stě třináct je přirozené číslo, které následuje po čísle dvě stě dvanáct a předchází číslu dvě stě čtrnáct. Římskými číslicemi se zapisuje CCXIII a řeckými číslicemi σιγ.

## Matematika
213 je:
- Poloprvočíslo
- Nešťastné číslo
- Nepříznivé číslo

## Astronomie
- (213) Lilaea je planetka hlavního pásu, kterou objevil v roce 1880 Christian Heinrich Friedrich Peters.

## Doprava
- Silnice II/213 je česká silnice II. třídy vedoucí na trase Libá – Hazlov – Vojtanov – Skalná – II/212.[1]

## Komunikace
- +213 je mezinárodní telefonní předvolba Alžírska.

## Potravinářství
- E 213 je E kód konzervantu benzoanu vápenatého.

## Roky
- 213
- 213 př. n. l.